# Stopina
Stopina – rodzaj lontu służącego do zapalania mas pirotechnicznych. Cechuje się bardzo dużą szybkością spalania (3–5 cm/s swobodna, w rurce papierowej spalanie jest szybsze), czym różni się od zwykłego lontu.
Wykonany może być ze sznura bawełnianego lub konopnego, nasyconego saletrą potasową i pokrytego warstwą prochu czarnego z dodatkiem kleju.